# یواخیم فردریش هنکل
یواخیم فردریش هنکل (آلمانی: Joachim Friedrich Henckel؛ ‏ ۴ مارس ۱۷۱۲ – ۱ ژوئیهٔ ۱۷۷۹) جراح اهل آلمان و یکی از پزشکان بیمارستان مشهور شاریته بود.
او در سال ۱۷۶۹ میلادی، نخستین عمل سزارین را با انجام شکافی بر روی خط سفید یک زن باردار انجام داد. با آنکه نوزاد زنده ماند، اما مادر اندکی بعد و احتمالاً به‌سبب بروز التهاب صفاق درگذشت. این جراحی چنان خبرساز شد که فریدریش دوم، هنکل را به مقام استادی جراحی و مشاور سلطنتی منصوب کرد. هنکل از سال ۱۷۷۳ تا ۱۷۷۹، رئیس بیمارستان شاریته بود.
کتاب او با عنوان «مشاهدات پزشکی و جراحی» در سال ۱۷۴۴ منتشر شد.